# Синерво, Эльви Ауликки
Эльви Ауликки Синерво (фин. Elvi Sinervo, 4 мая 1912, Гельсингфорс — 28 августа 1986, Хельсинки) — финская писательница.

## Биография
Родилась в семье рабочего.

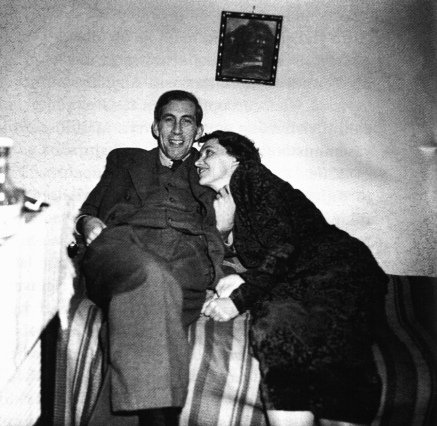
С мужем, Маури Рюёмя

В 1930 году вступила в молодежную организацию Социал-демократической партии Финляндии. После окончания средней школы училась в Хельсинкском технологическом университете в 1933—1934 годах и в Хельсинкском университете (1934—1935).
Одна из организаторов литературного общества «Кийла» (1936). Под влиянием творчества В. В. Маяковского обратилась к верлибру.
С 1941 по 1944 находилась в заключении за участие в организации общества мира и дружбы с СССР.
Была замужем за известным финским политическим деятелем, членом политбюро ЦК КПФ, депутатом парламента Финляндии Маури Рюёмя (1911—1958).

## Награды
Pro Finlandia (1967)
Премия имени Микаэля Агриколы (1973)
Премия Эйно Лейно (1980)